# Big Time
Big Time je koncertní album amerického hudebníka Toma Waitse. Vydala jej v září roku 1988 společnost Island Records a spolu s Waitsem jej produkovala jeho manželka Kathleen Brennan. Záznam pochází ze dvou koncertů v listopadu 1987 v San Franciscu a Los Angeles.

## Seznam skladeb
1. „16 Shells from a Thirty-Ought-Six“ – 4:18
2. „Red Shoes“ – 4:19
3. „Underground“ – 2:34
4. „Cold Cold Ground“ – 3:27
5. „Straight to the Top“ – 2:48
6. „Yesterday Is Here“ – 2:40
7. „Way Down in the Hole“ – 4:43
8. „Falling Down“ – 4:15
9. „Strange Weather“ – 3:35
10. „Big Black Mariah“ – 2:59
11. „Rain Dogs“ – 3:36
12. „Train Song“ – 4:29
13. „Johnsburg, Illinois“ – 1:29
14. „Ruby's Arms“ – 4:54
15. „Telephone Call from Istanbul“ – 4:17
16. „Clap Hands“ – 4:57
17. „Gun Street Girl“ – 4:01
18. „Time“ – 4:10

## Obsazení
- Tom Waits – zpěv, klavír, kytara, varhany, perkuse
- Marc Ribot – kytara, banjo, trubka
- Fred Tackett – kytara
- Greg Cohen – baskytara, althorn
- Larry Taylor – kontrabas
- Ralph Carney – saxofon, klarinet, baskřídlovka
- Willy Schwarz – akordeon, varhany, sitár, konga
- Michael Blair – bicí, perkuse, bonga
- Richie Hayward – bicí